# Blacus epomidus
Blacus epomidus är en stekelart som beskrevs av Van Achterberg 1988. Blacus epomidus ingår i släktet Blacus och familjen bracksteklar. Inga underarter finns listade.